# Ehretia meyersii
Ehretia meyersii är en strävbladig växtart som beskrevs av J. S. Mill. Ehretia meyersii ingår i släktet Ehretia och familjen strävbladiga växter. Inga underarter finns listade i Catalogue of Life.